# Le Grez

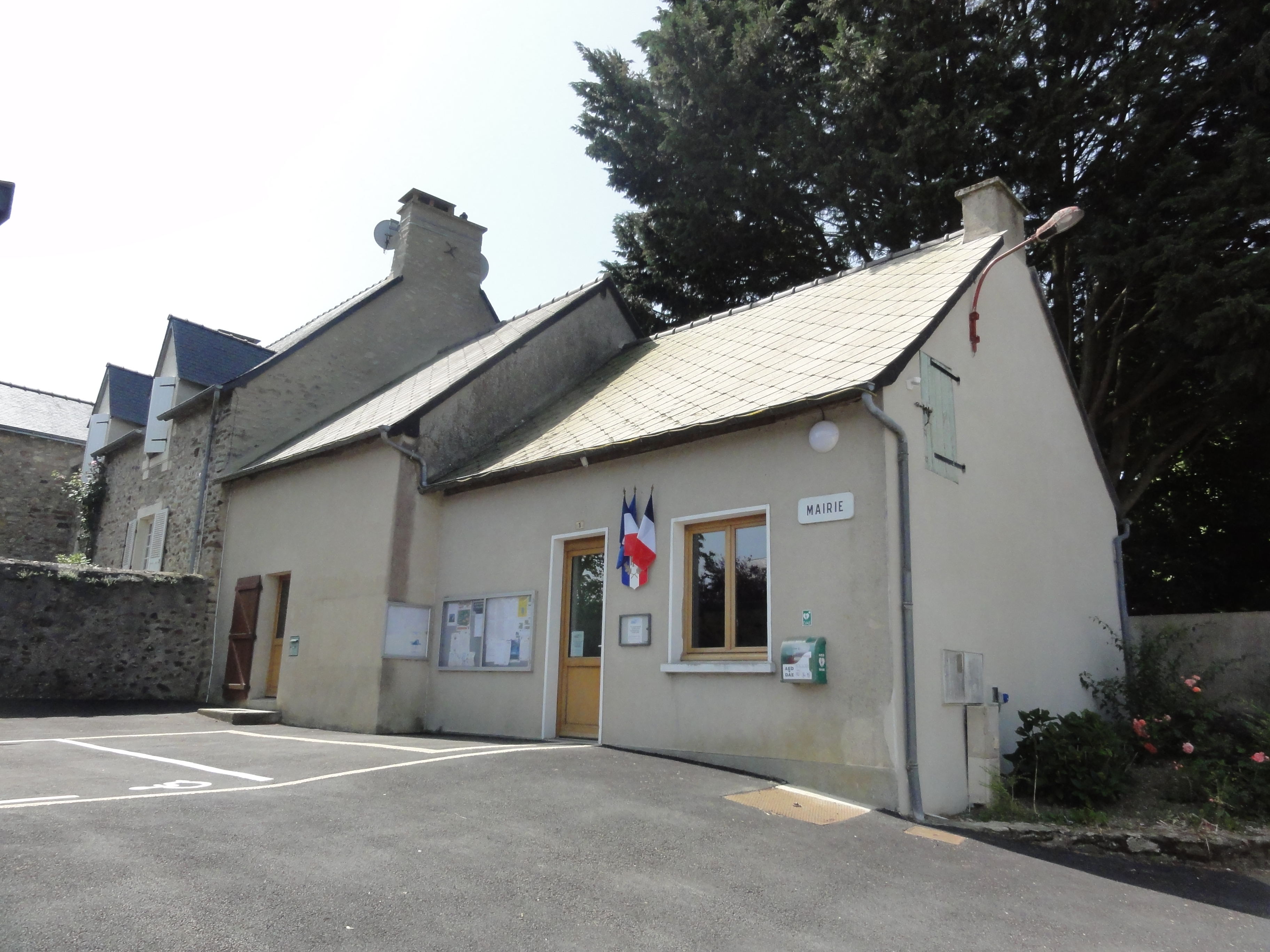
Le Grez, Mairie (2019)

Le Grez ist eine französische Gemeinde mit 384 Einwohnern (Stand: 1. Januar 2022) im Département Sarthe in der Region Pays de la Loire; sie gehört zum Arrondissement Mamers und zum Kanton Sillé-le-Guillaume.

## Geographie
Le Grez liegt etwa 35 Kilometer nordwestlich von Le Mans an der Vègre. Umgeben wird Le Grez von den Nachbargemeinden Saint-Pierre-sur-Orthe im Norden und Nordwesten, Sillé-le-Guillaume im Osten und Nordosten, Rouessé-Vassé im Süden und Südwesten sowie Vimarcé im Westen. 

## Bevölkerungsentwicklung
| 1962                      | 1968 | 1975 | 1982 | 1990 | 1999 | 2006 | 2013 |
| ------------------------- | ---- | ---- | ---- | ---- | ---- | ---- | ---- |
| 255                       | 258  | 314  | 348  | 420  | 372  | 398  | 391  |
| Quelle: Cassini und INSEE |      |      |      |      |      |      |      |

## Sehenswürdigkeiten
- Kirche Saint-Nicolas